# Sư Tử Sơn Hạ · Tình
"Sư Tử Sơn Hạ · Tình" là một bộ phim chiếu mạng của Trung Quốc đại lục dự kiến phát sóng vào năm 2022. Được sản xuất bởi Công ty TNHH Tập đoàn Văn hóa Tử Kinh, Công ty TNHH Phim và Truyền hình Văn hóa Truyền thông Đằng Tấn Tencent Thượng Hải, Công ty TNHH Truyền hình Văn hóa Truyền thông Phàm Nhất Bắc Kinh, do Hoàng Giác, Hồ Hạnh Nhi, Lý Trị Đình đóng chính. Đây là phim truyền hình kỷ niệm 25 năm Hồng Kông trở về với Trung Quốc. Phim đã được chọn làm tác phẩm trong dự án sáng tác và phổ biến chương trình nghe nhìn mạng năm 2021 của Cục Quản lý Phát thanh và Truyền hình Quốc gia  . Phim lấy bối cảnh về những thay đổi của thời đại, nó kể về câu chuyện ấm áp của nhiều thế hệ tại một nhà hàng trà ở Hồng Kông  .

## Thời gian phát sóng
| Kênh          | Vị trí     | Ngày phát sóng   | Thời gian phát sóng | Ghi chú |
| ------------- | ---------- | ---------------- | ------------------- | ------- |
| Tencent Video | Trung Quốc | Tháng 6 năm 2022 |                     |         |

## Danh sách diễn viên
| Diễn viên      | Nhân vật      | Giới thiệu | Ghi chú |
| -------------- | ------------- | --- | ------- |
| Hoàng Giác     | La Nhất Đồng  | Đầu bếp phương Tây của nhà hàng trà "Thích Bạn"                                                                                    |         |
| Hồ Hạnh Nhi    | Lương Hoan    | Những người nhập cư mới từ Đại lục đến Hồng Kông                                                                                   |         |
| Lý Trị Đình    | Lao Kim       | Kim LaoĐầu bếp nướng của nhà hàng trà "Thích Bạn"                                                                                  |         |
| Phàn Diệc Mẫn  | Chân Thiến Mỹ | Bà nội trợ |         |
|                | Hạ Lôi        | Giáo viên dạy piano |         |
| Tạ Quân Hào    | Lâm Thụ Huy   | Trưởng hội gia sư |         |
| Châu Bách Hào  | La Tử Lương   | Anh MarkCon trai trưởng nhà họ La, học sinh xuất sắc, sau khi tốt nghiệp trở thành thầy giáo trung học, sau đó trở thành nghị viên |         |
|                | La Tử Khang   | TylerCon trai thứ hai của nhà họ La, làm trong ngành tài chính                                                                     |         |
|                | Lao Vĩnh Dật  | Con trai cả của Lao Kim, cảnh sát, bị mẹ bỏ rơi cùng em từ nhỏ, cha phớt lờ                                                        |         |
|                | Lao Vĩnh An   | Em của Lao Vĩnh Dật, ký giả |         |
|                | Lý Hữu Hảo    | Y tá, theo mẹ đến Hồng Kông năm 12 tuổi                                                                                            |         |
|                | Tạ Lãng Phong | Con trai của Hạ Lôi, kiến trúc sư từ nước ngoài về                                                                                 |         |
| Ông Hồng       |               | |         |
| Quách Phong    |               | |         |
| Lâm Vỹ Thần    |               | |         |
| Đàm Diệu Văn   |               | |         |
| Liên Thi Nhã   |               | |         |
| Hà Bội Du      |               | |         |
| Ngô Thiên Ngữ  |               | |         |
| Trần Gia Lạc   |               | |         |
| Hứa Nhã Đình   |               | |         |
| Hồng Trác Lập  |               | |         |
| Hoàng Nhất Sơn |               | |         |

## Bài hát nhạc phim
| STT | Nhan đề           | Thời lượng |
| --- | ----------------- | ---------- |
| 1.  | "《》" (Nhạc đầu) |            |
| 2.  | "《》" (Nhạc kết) |            |
| 3.  | "《》" (Nhạc dạo) |            |
| 4.  | "《》" (Nhạc dạo) |            |

## Sự kiện liên quan
- Ngày 22 tháng 9 năm 2021, "Sư Tử Sơn Hạ · Tình" đã tổ chức hội nghị khởi động dự án, và người sáng tạo chính công bố [1] .